# دستینی هوکر
دستینی هوکر (انگلیسی: Destinee Hooker؛ زادهٔ ۷ سپتامبر ۱۹۸۷) یک بازیکن والیبال اهل ایالات متحده آمریکا است. 